# Schopfpalmen
Die Schopfpalmen (Corypha) sind eine Pflanzengattung innerhalb der Familie der Palmengewächse (Arecaceae). Diese Gattung ist der einzige Vertreter der Tribus Corypheae. Die etwa fünf Arten kommen von Indien über Südostasien bis ins nördliche Australien vor. In dieser Gattung hoher Fächerpalmen kommen die größten zusammengesetzten Blütenstände des Pflanzenreichs vor.

## Beschreibung

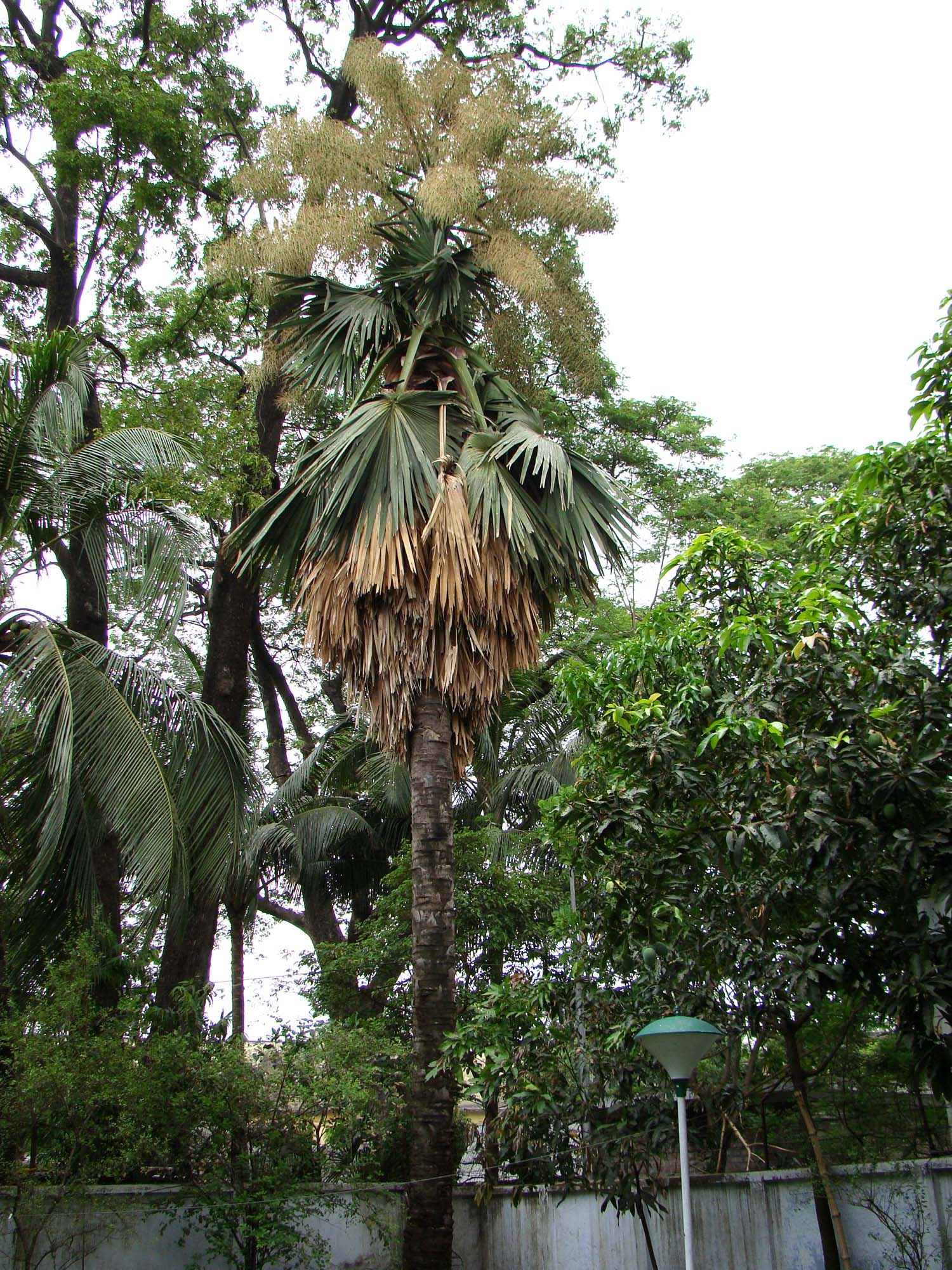
Habitus und Blütenstand von Corypha taliera

### Habitus
Die Corypha-Arten sind große, baumförmige Fächerpalmen. Sie sind hapaxanth, blühen also nur einmal im Leben und sterben nach dem Fruchten ab. Sie sind einzelstämmig und bewehrt. Der Stamm ist aufrecht und dicht mit ringförmigen Blattnarben versehen, die manchmal Spiralen bilden. Ausgewachsene Pflanzenexemplare können Wuchshöhen von 30 Metern bei einem Stammdurchmesser von bis zu 90 Zentimetern erreichen.

### Blätter
Die Blätter sind induplicat gefaltet, costapalmat, und verbleiben bei Jungpflanzen nach dem Absterben an der Pflanze (Marzeszenz), bei älteren Exemplaren mit Stamm können sie unter ihrem eigenen Gewicht abbrechen. Die Blattscheide besitzt manchmal seitliche Lappen, später tritt manchmal unter dem Stiel eine auffällige, dreieckige Spalte auf. Die Ränder der Blattscheide lösen sich gerne in Fasern auf. Der Blattstiel ist massiv, lang und behaart. An der Oberseite ist er tief gefurcht, an der Unterseite abgerundet und die Seiten tragen Zähne. Die adaxiale Hastula ist gut ausgebildet, die abaxiale Hastula eher unregelmäßig.
Die Blattspreite ist bis zur Hälfte des Radius regelmäßig in einfach gefaltete Segmente geteilt. Die Segmente selbst sind wiederum an ihrer abaxialen Faltkante leicht geteilt. Die Segmente besitzen deutliche Längsadern, zahlreiche transverse Adern. Entlang der Falten sitzt flockige Behaarung, die an der Blattunterseite stärker ausgeprägt ist.

### Blütenstände
Die Blütenstände stehen über den Laubblättern in den Achseln von reduzierten, schuppenartigen Blättern. Sie bilden eine massive, zusammengesetzte, blütenstandsähnliche Struktur, die bei Corypha umbraculifera bis 10 m hoch werden kann. Die einzelnen Blütenstände wachsen aus dem Mund der hochblattartigen Blätter hervor oder durch einen abaxialen Riss in diesen. Sie sind dreifach verzweigt, jeder Seitenzweig endet in einer Rachilla (blütentragende Achse). Das Vorblatt eines Blütenstandes ist zweikielig und leer. Die Hochblätter sind röhrig, die proximalen null bis wenigen sind leer, die anderen Hochblätter sind unauffällig, dreieckig und tragen Seitenzweige erster oder höherer Ordnung. Die Rachillae tragen in spiraliger Anordnung Wickel von bis zu zehn Einzelblüten.

### Blüten
Die Blüten sind zwittrig und stehen an kurzen Stielen, die durch die Basis des Kelches und das Receptaculum gebildet werden. Der Kelch ist basal röhrig und endet mit drei flachen, dreieckigen Zipfeln. Die Kronblätter sind bootförmig, basal imbricat, ihre Ränder sind meist eingerollt. Es gibt sechs Staubblätter, wovon die drei episepalen frei sind, die drei antepetalen basal mit den Kronblättern verbunden. Die Filamente haben eine fleischige Basis und verjüngen sich nach oben. Die Antheren sind kurz, basal leicht pfeilförmig, medifix und latrors. Das Gynoeceum besteht aus drei verwachsenen Fruchtblättern, ist also synkarp, und beinhaltet drei Samenanlagen. Der Fruchtknoten ist kugelig und besitzt drei deutliche Furchen. Der Griffel ist lange und ebenfalls dreifurchig, die Narbe ist kaum ausgebildet. Die Samenanlagen sind hemianatrop.
Der Pollen ist ellipsoidisch und meist leicht asymmetrisch. Die Keimöffnung ist ein distaler Sulcus. Die längste Achse misst 28 bis 40 Mikrometer.

### Früchte und Samen
Die Frucht ist kugelig und einsamig mit basalen Narbenresten. Das Exokarp ist glatt, das Mesokarp fleischig und das Endokarp dünn und meist mit dem Samen verbunden. Der Samen ist kugelig, mit basalem Nabel (Hilum) und mit flachen Furchen, die den Raphenbündeln entsprechen. Das Endosperm ist homogen und kann eine zentrale Höhle besitzen. Der Embryo sitzt apikal.

### Chromosomensätze
Die Chromosomenzahl beträgt 2n = 36.

## Vorkommen
Die Gattung Corypha kommt ins Indien über Südostasien bis ins nördliche Australien verbreitet. Das Hauptverbreitungsgebiet reicht vom Golf von Bengalen durch Indochina und Malesien bis Nord-Australien. Ein davon getrenntes Areal gibt es in Südindien und Sri Lanka.
Das Verbreitungsgebiet ist wahrscheinlich stark vom Menschen beeinflusst, da viele Vorkommen bei menschlichen Siedlungen liegen. Wilde Vorkommen sind wahrscheinlich ein Kennzeichen von offenen Pflanzengesellschaften wie Überschwemmungsflächen oder vom Sturm geprägte meernahe Wälder. In Klimaxgesellschaften des tropischen Regenwaldes fehlen sie.

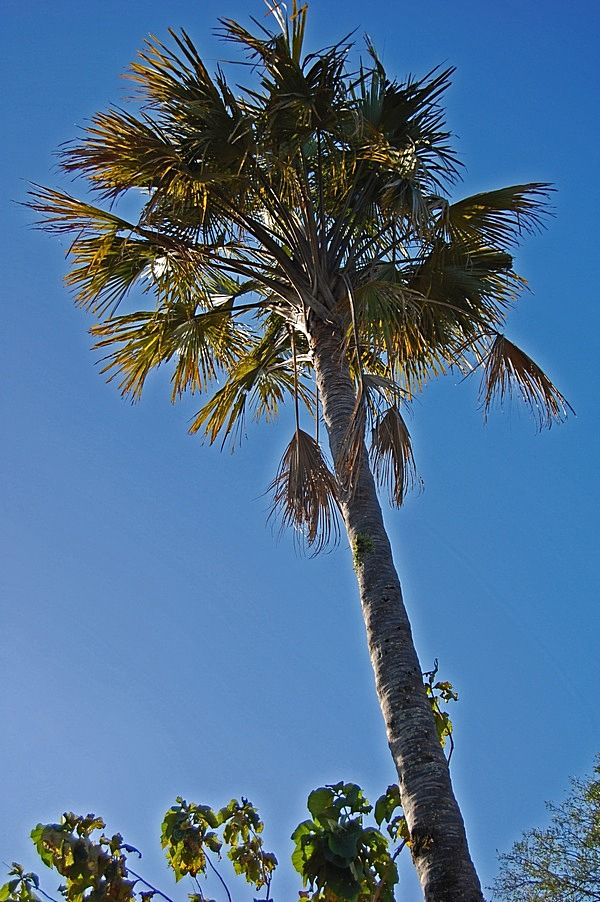
Corypha utan

## Systematik
Die Gattung Corypha wurde bereits in Carl von Linnés Species Plantarumvon 1753, Band 2, Seite 1187 erstveröffentlicht. Typusart ist Corypha umbraculifera. Der Gattungsname Corypha leitet sich vom altgriechischen Wort koryphe für Gipfel ab, was sich vielleicht auf den großen Blütenstand an der Spitze des Stammes bezieht.
Die Gattung Corypha L. bildet alleine die Tribus Corypheae in der Unterfamilie Coryphoideae innerhalb der Familie Arecaceae. Die Gattung Corypha ist monophyletisch. Sie ist Teil einer synkarpen Klade innerhalb der Unterfamilie, ihre Schwestergruppe ist wahrscheinlich die Tribus Borasseae, vielleicht auch die Gruppe aus Borasseae und Caryoteae.
Es gibt etwa fünf Arten:
- Corypha lecomtei Becc. ex Lecomte: Die Heimat ist Thailand, Kambodscha, Laos und Vietnam.[2]
- Corypha microclada Becc.: Die Heimat sind die Philippinen.[2]
- Corypha taliera Roxb.: Das Verbreitungsgebiet erstreckt sich von Indien bis Myanmar.[2]
- Talipot-Palme (Corypha umbraculifera L.): Die Heimat ist das südwestliche Indien und Sri Lanka.[2]
- Corypha utan Lam.: Das Verbreitungsgebiet erstreckt sich von den Andamanen und Assam bis Indochina und zum nördlichen Australien.[2]

## Nutzung
Die Vertreter dieser Gattung werden vielfältig genutzt. Die Blätter werden als Material zum Dachdecken, als Schreibunterlage, für Schirme, Körbe und Ähnliches verwendet. Aus dem Stamm wurde in der Vergangenheit Stärke gewonnen.
Als Zierpflanzen werden die Talipot-Palme und Corypha utan verwendet.